# Hala Finley
Hala Finley (Kansas City, 18 de mayo de 2009) es una actriz estadounidense. Es conocida por sus papeles en Man with a Plan (2016-2020) como Emme Burns y en We Can Be Heroes (2020) como Ojo.

## Primeros años
Finley nació el 18 de mayo de 2009 en Kansas City, Misuri, donde también se crio. Ella tiene un hermano mayor. De niña, Finley bailaba y practicaba deportes. Quiso ser actriz después de ver a su hermano prepararse para las audiciones.

## Carrera
Finley comenzó su carrera apareciendo en comerciales impresos y de televisión. A la edad de cuatro años, Finley interpretó su primer papel como gemelas en Counter Parts. En 2015, interpretó el papel principal en Grammy. La revista Gruesome dijo que era "adorable". En 2016, a la edad de siete años, Finley apareció en Man with a Plan como Emme Burns, la menor de los hijos de Adam Burns (Matt LeBlanc). En 2018, interpretó a Jody Altmyer en Back Roads, por la que recibió críticas positivas. Nerdy Babble dijo que ella fue "la parte más sorprendente de toda esta experiencia", diciendo que "superó mis expectativas." ... [Ella era] adorable e infinitamente entrañable". En febrero de 2020, Finley participó en Shelter de Mandalay Pictures.
En septiembre de 2021, Finley se unió a Ben Affleck y Alice Braga en la película de acción y suspenso Hypnotic, reuniéndose con el director Robert Rodriguez.
En 2022, protagonizó Paradise Highway, que se centra en la trata de personas. Finley interpreta a Leila, que es traficada en un intento de salvar a otro personaje. The A.V. Club elogió su actuación y dijo: "Finley evita la ternura tanto como sea posible, interpretando a Leila casi tan salvaje al principio: una masa retorcida de gritos guturales y funciones corporales incontroladas, diseñada para ser lo más desagradable posible para los posibles secuestradores."

## Filmografía

### Películas
| Año  | Title                  | Papel                         | Notas        |
| ---- | ---------------------- | ----------------------------- | ------------ |
| 2014 | Counter Parts          | Gemelas                       | Cortometraje |
| 2015 | Grammy                 | Niña                          | Cortometraje |
| 2017 | Letters from a Father  | Young Marie                   | Cortometraje |
| 2018 | Back Roads             | Jody Altmyer                  |              |
| 2020 | Bobblehead: The Movie  | Audrey (voz)                  |              |
| 2020 | We Can Be Heroes       | Ojo                           |              |
| 2022 | Unplugging             | Elizabeth “Blizzard” Dewerson |              |
| 2022 | Paradise Highway       | Leila                         |              |
| 2023 | Hypnotic               | Minnie                        |              |
| 2024 | Venom: El último baile | Echo Moon                     |              |

### Televisión
| Año       | Título             | Papel       | Notas                                        |
| --------- | ------------------ | ----------- | -------------------------------------------- |
| 2016–2020 | Man with a Plan    | Emme Burns  | Protagonista; 69 episodios                   |
| 2018      | American Housewife | Harriet     | Episodio: "Highs and Lows"                   |
| 2019      | Teachers           | Delia       | Episodio: "The Tell-Tale Cart"               |
| 2022      | Magnum P.I.        | Ella Vaughn | Episodio: "Shallow Grave, Deep Water"        |
| 2024      | Skeleton crew      | Hayna       | Episodio: "Can't Say I Remember No At Attin" |